# Паредр
Паредр (грец. πάρεδρος) — у давньогрецькій міфології заступник божества. Іноді можна зустрітись аналогічне слово — паредра. Паредр у міфології — супутник, чоловік або дружина божества, зазвичай протилежної статі. Наприклад, Персефона - паредр Аїда.
Паредрами (грец. Πάρεδροι) також називали співкерівників чи представників влади. Проедрами виступали ті посадовці, що служили при вищих, урядових установах. Наприклд, при трьох вищих архонтах, при евфінах.

## Органи влади
Афіни
У 5 та 4 століттях до н. е. посада паредрів була при першому архонті-епонімі (голова виконавчої влади, іменем якого називався рік), другому — басилеї, що завідував культом, і третьому архонті — полемархові (воєначальник). Посади паредрів були офіційними. Паредри видавали накази і несли відповідальність. Кожному з десяти евфінів з Ради п'ятисот з членів ради призначалися два паредри.
Спарта
У Спарті паредрами царів називали ефорів.
Єгипет
Паредри у Стародавньому Єгипті були членами консультативних рад при судах між III століттям до н. е. та I століттям н. е.
Рим
У Стародавньому Римі паредри виконували роль асесорів у східних провінціях.